# Tatukua
Tatukua es una novela paraguaya de 2017 escrita en lengua guaraní por Arnaldo Casco.

## Generalidades
Tatukua describe vivencias y tradiciones del medio rural paraguayo, con proyección hacia la zona urbana. Se destaca la pérdida de identidad, producto del desarraigo. Se busca rescatar la idiosincrasia, el lenguaje, la costumbre, la tradición y las creencias populares. Se tocan puntos sensibles como denuncias sociales y vivencias del campo. La estructura y voces narrativas, tipología del relato y escenarios, son recursos bien aprovechados en la novela. En el campo del pensamiento se destacan el existencialismo, el relativismo moral y la superstición.

## Distinciones
La novela recibió un reconocimiento especial en el Concurso de Novela Bilingüe, Guaraní-Castellano, organizado por la Sociedad de Escritores del Paraguay (SEP), edición 2013.
También recibió premios y menciones en el Concurso de Cuentos Cortos Centro Cultural de la República “El Cabildo”.